# Gubbflyet
Gubbflyet är en sjö i Hagfors kommun i Värmland och ingår i Göta älvs huvudavrinningsområde. Sjöns area är 0,002 kvadratkilometer och den är belägen 300 meter över havet.